# V-Cube 6

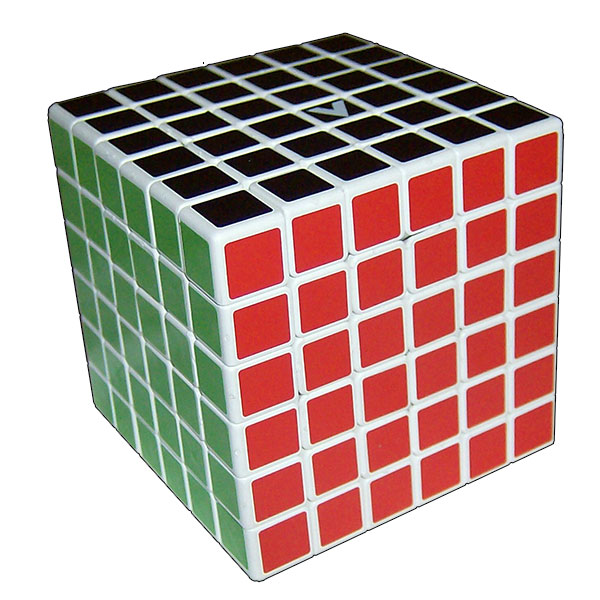
Resolvido

O V-Cube 6 é uma versão 6 × 6 × 6 do Cubo de Rubik. O primeiro 6 × 6 × 6 produzido em massa foi inventado por Panagiotis Verdes e é produzido pela empresa grega Verdes Innovations SA. Outros desses quebra-cabeças já foram introduzidos por várias empresas chinesas. Ao contrário do quebra-cabeça original (mas como o cubo 4 × 4 × 4), ele não tem facetas fixas: as facetas centrais (16 por face) estão livres para se mover para diferentes posições.
Existem métodos para resolver o trabalho do cubo 3 × 3 × 3 para as bordas e cantos do cubo 6 × 6 × 6, desde que se tenha identificado corretamente as posições relativas das cores - já que as facetas centrais não podem mais ser usadas para identificação .

## Mecânica
O quebra-cabeça consiste em 152 peças ("cubies") na superfície. Há também 60 peças móveis totalmente escondidas no interior do cubo, bem como seis peças fixas presas à armação central "aranha". O V-Cube 7 usa essencialmente o mesmo mecanismo, exceto que, no segundo, essas peças ocultas (correspondentes às linhas centrais) são tornadas visíveis.
Existem 96 peças de centro que mostram uma cor cada, 48 peças de borda que mostram duas cores cada, e oito peças de canto que mostram três cores. Cada peça (ou quarteto de peças de borda) mostra uma combinação de cores exclusiva, mas nem todas as combinações estão presentes (por exemplo, não há nenhuma borda com os lados vermelho e laranja, pois vermelho e laranja estão em lados opostos do Cubo resolvido) . A localização desses cubos em relação um ao outro pode ser alterada torcendo as camadas do Cubo 90 °, 180 ° ou 270 °, mas a localização dos lados coloridos em relação um ao outro no estado completo do quebra-cabeça não pode ser alterada: é fixado pela distribuição de combinações de cores em arestas e cantos.
Atualmente, o V-Cube 6 é produzido com base de plástico branco, com vermelho em frente a laranja, azul em verde e amarelo em preto. Uma peça central preta é marcada com a letra V. Verdes também vende uma versão com plástico preto e uma face branca, com as outras cores permanecendo as mesmas.
Ao contrário do V-Cube 7 arredondado, o V-Cube 6 original tem faces planas. No entanto, as peças mais externas são ligeiramente mais largas que as do centro. Essa diferença sutil permite o uso de um talo mais grosso para segurar as peças de canto no mecanismo interno, tornando o quebra-cabeça mais durável. O V-Cube 6b, que tem a mesma forma de "travesseiro" do V-Cube 7, foi apresentado mais tarde.

## Recordes
O recorde mundial de resolução 6x6x6 é de 1 minuto, 13,82 segundos, estabelecido por Max Park (dos Estados Unidos) em 19 de agosto de 2018 no WCA Asian Championship 2018 em Los Angeles. O recorde mundial de média de três resoluções é de 1 minuto, 17,10 segundos, também estabelecido por Max Park em 19 de agosto de 2018 no WCA Asian Championship 2018.

### Maiores 5 competidores por solução simples
| Nome            | Resolução mais rápida | Competição                    |
| --------------- | --------------------- | ----------------------------- |
| Max Park        | 1:13.82               | WCA Asian Championship 2018   |
| Kevin Hays      | 1:14.06               | Vancouver Big Cubes Open 2019 |
| Feliks Zemdegs  | 1:18.28               | Warm Up Sydney 2019           |
| Ciarán Beahan   | 1:20.84               | UK Championship 2019          |
| Sebastian Weyer | 1:21.68               | German Nationals 2019         |

### Maiores 5 competidores por média de 3 soluções
| Name                     | Média mais rápida | Competição                  |
| ------------------------ | ----------------- | --------------------------- |
| Max Park                 | 1:17.10           | WCA Asian Championship 2018 |
| Feliks Zemdegs           | 1:21.90           | Weston-super-Mare Open 2018 |
| Kevin Hays               | 1:23.89           | CubingUSA Nationals 2019    |
| Seung Hyuk Nahm (남승혁) | 1:26.96           | China Championship 2018     |
| Sebastian Weyer          | 1:27.19           | German Nationals 2019       |

## Literatura
- Rubik's Revenge: The Simplest Solution (Book) by William L. Mason